# 雷奥妮·奥索夫斯基
雷奥妮·奥索夫斯基（德語：Leonie Ossowski，1925年8月15日—2019年2月4日），原名约兰特·冯·布兰登施泰因（Jolanthe von Brandenstein）， 德国作家。她也曾经使用笔名“乔·蒂德曼（Jo Tiedemann）”创作作品。 雷奥妮·奥索夫斯基的作品包括给年轻人创作的小说《大颤栗（Die große Flatter）》，该作品曾多次被翻拍成影视作品；电影剧本《两个母亲》；以及故事和非虚构类作品。雷奥妮·奥索夫斯基被授予的知名奖项包括由德国笔会所颁发的赫尔曼·凯斯滕奖和阿道夫·格里姆奖。

## 生平
雷奥妮·奥索夫斯基原名“约兰特·冯·布兰登施泰因（Jolanthe von Brandenstein）”，于1925年8月15日出生在魏玛共和国波森－西普鲁士的勒尔斯多夫（Röhrsdorf），该地现属于波兰卢布斯卡省弗斯霍瓦县的奥索瓦斯恩。雷奥妮·奥索夫斯基的父亲是贵族庄园主洛萨·冯·布兰登施泰因（Lothar von Brandenstein）；而她的母亲则是作家露丝·冯·奥斯陶（Ruth von Ostau）。雷奥妮·奥索夫斯基还有一名姐姐伊芙·梅林，她后来成为一名演员。第二次世界大战结束的时候，雷奥妮·奥索夫斯基逃亡至图林根州的巴特萨尔聪根；随后又搬迁至黑森州；最后定居在上施瓦本。 期间，雷奥妮·奥索夫斯基尝试过许多工作，例如销售员、工厂工人和照片实验室助理等。
从1950年代开始，雷奥妮·奥索夫斯基就开始用笔名创作短篇故事。当雷奥妮·奥索夫斯基于1953年访问东德的时候，她接到了国有电影制片厂德国电影股份公司的剧本创作委托。于是她创作了《两个母亲》的电影剧本，该片由弗兰克·拜耳执导并于1957年6月28日首映。 一年后，她又创作了小说《没有天空的星星》， 随后这部作品也被改编成了电影。雷奥妮·奥索夫斯基在1958年跟随她的家庭搬迁至曼海姆。1968年，她首次在西德出版了第一部小说。与此同时，她还出版了故事集、非虚构类书籍、影视剧本及舞台剧本。 雷奥妮·奥索夫斯基是德国笔会的成员。
从1970年代开始，雷奥妮·奥索夫斯基开始成为一名社会工作者。她关切监狱里的在押的年轻人，并为那些被释放的年轻人兴建集体公寓。
雷奥妮·奥索夫斯基在1974年访问了她的出生地，并写了一部有关战争及战后人们生活的三部曲小说，以此来表达她对波兰观点的同情。 1977年，奥索夫斯基创作了《大颤栗（Die große Flatter）》，这是一部写给年轻人的小说。《大颤栗》讲述了两个在曼海姆的无家可归的青年人的故事。这部作品后来被改编成一部三部曲的电视迷你系列剧，并由里奇·穆勒执导。该剧于1979年首播之后，曾多次获奖。
雷奥妮·奥索夫斯基在1980年搬家至柏林市，并在这里居住到她去世为止。 雷奥妮·奥索夫斯基于2019年2月4日去世，享壽93岁。 她与丈夫神学家路易-费迪南·冯·佐贝尔蒂茨拥有7个孩子。

## 所获奖项
雷奥妮·奥索夫斯基于2006年获得德国笔会的赫尔曼·凯斯滕奖。 2004年，奥索夫斯基又荣获安德雷亚斯·格吕菲乌斯奖。 同时，她也曾获得阿道夫·格里姆奖和曼海姆市席勒奖。